# Geertje Suhr
Geertje Suhr (* 8. Februar 1943 in Prag; verheiratete Potash) ist eine deutsche Schriftstellerin und Germanistin, die in Chicago lebt.

## Leben
Geertje Suhr wurde 1943 als Tochter von Friedrich Suhr und dessen Ehefrau Gretel in Prag geboren. Friedrich Suhr war SS-Obersturmbannführer und wegen Kriegsverbrechen angeklagt und nahm sich 1946 in der Untersuchungshaft das Leben. Sie hat ihn nie kennengelernt. Sie betrachtet darum ihren Stiefvater, den Regierungsdirektor Wulff Schmidt aus Lüneburg, als ihren eigentlichen Vater.
Suhr kam mit ihrer Mutter 1945 nach Lüneburg und wuchs in Norddeutschland auf. Als Zwanzigjährige wandte sie sich der Schriftstellerei zu. 1965 entstanden die Texte Die Marschallin und Teufelsaustreibung. Von Peter Rühmkorf ermutigt, mit dem sie seitdem freundschaftlich verbunden war, veröffentlichte sie seit den späten 1980er Jahren in Anthologien und Zeitschriften und schrieb für den Rundfunk.
Suhr studierte Germanistik, Romanistik, Geschichte und Psychologie in Tübingen, Freiburg im Breisgau und Lausanne (Schweiz), wo sie mit der Licence des Lettres abschloss. Nach ihrer Eheschließung ließ sie sich in Chicago nieder und wurde Doktorandin von Lee Byron Jennings. 1980 wurde sie an der University of Illinois in Urbana-Champaign mit einer Arbeit über Die Wandlungen des Frauenbildes in der Lyrik Heinrich Heines promoviert. Regelmäßig hält sie sich zu Lesungen in Deutschland auf.
Geertje Suhr ist Mitglied des P.E.N. und der Varnhagen Gesellschaft. 2006 stiftete sie den von der Society for Contemporary American Literature in German verliehenen Geertje Potash-Suhr Price für Prosa in deutscher Sprache, den bisher Nina Holz, Fred Viebahn, Peter Wortsman, Peter Blickle, Guy Stern und Utz Rachowski erhielten.
2020 wurde Geertje Suhr mit dem renommierten Else-Lasker-Schüler-Lyrikpreis ausgezeichnet, den u. a. Thomas Kling, Friederike Mayröcker, Safiye Can und Nora Gomringer erhalten haben.

## Urteile
„DIESE GEDICHTE SIND WIRKLICH UND WAHRHAFTIG GUT; es ist so ein ganz besonderer Hauch, ein persönlicher Zug darin, der nur sehr schwer zu bezeichnen ist, und daß einem die schnellen Analogien fehlen, scheint mir beinah das beste Zeichen. Was jeder Künstler, jede -in sich am heftigsten erwünscht, am herzlichsten herbeisehnt, einen eigenen Sound, sie hat ihn gefunden. Was man mit künstlerischen Aufwänden allein nie zuwege bringt, eine vielfach gebrochene Stimme in die Fläche zu treiben, sie hat es erreicht. Dabei scheint mir was sie schreibt so intellektuell wie beinah-noch-unbeleckt, also unschuldig, also einfältig, also poetische Urwahrnehmung, ein ganz sonderbares Gemisch. Trockenen Humor sagt man ja gelegentlich manchem nach, - er scheint auch norddeutschen Wesens zu sein, - aber bei Ihnen taucht er gar nicht als Beigabe und auch nicht als Zufallsschlenker auf - vielmehr der Schlenker hat Methode, der Sarkasmus Prinzip, und wo findet man das heute schon in der ganzen postmodernen Larmoyanz.“ (Peter Rühmkorf)
„Sei es mit leidenschaftlicher, kämpferischer Überzeugungskraft, sei es mit ironischer Distanz, Geertje Suhr macht in ihrem lyrischen Werk die Hoffnungen und Ängste, das Unverstandene und Unaufgelöste im Leben des Einzelnen wie der Gesellschaft erfahrbar und bewußt. (...) Heines Witz, Ironie und Melancholie und Thomas Manns ironisierende, psychologisierende Darstellungskunst, dazu Goethes, Mörikes, Rilkes, Benns und Sarah Kirschs Gedanken- und Sprachwelt waren und sind ihre bevorzugten Vorbilder und haben Spuren in ihrem Werk hinterlassen. Ihre Gedichte besonders sind mit Zitaten, mit literarischen Anspielungen auf Inhalte und Rhythmen dieser Dichter und mit parodistischen Elementen äußerst kunstvoll, einfallsreich und neuartiv durchsetzt. Daß man Heines Ton oft nur erahnt, übt gerade einen großen Reiz aus.“ (Sigrid Kellenter)
„Es blitzen in der Geschichte die Gedanken und die Sprache schreitet lyrisch und mit lyrischen Pointen fort. 'Der Mai rückt vor in den Juni'. Wie im Märchen machen die Dinge Dinge, die sie sonst nicht machen. Die Ratte, die Gorda quält. Welche grausame treffende Metapher. Das Herz, das sie tritt. Eine ganz dichte kurze Geschichte die Geschichte des Schweizer Unteroffiziers. Alles zum mehrmals lesen. Daß es nach mir besonders gegriffen hat, muß ich Dir nicht sagen.“ (Werner Liersch zu Von einer, die auszog, das Lieben zu lernen.)
„Das Ich der Autorin ist in diesen Szenen stets dabei. Das bewirkt unmittelbare Präsenz, Relevanz und Permanenz des Erzählten, was nicht allein den Berühmten zu verdanken ist, sondern noch mehr Suhrs ungeheuer lebhaftem, witzigem Stil und 'eigenen Sound' (nach Rühmkorf). Und der erklingt nicht nur in den Gedichten, sondern auch oder noch viel mehr in der Prosa.“ (Irmgard Hunt zu Begegnungen mit berühmten Zeitgenossen. Peter Rühmkorf, Robert Gernhardt, Walter Kempowski, Walter Höllerer, Max Frisch u.a.)
„Oftmals erscheint Gorda (die Erzählerin) komisch-lustig und verstört-böse zugleich. Nur große Schriftsteller erzielen bei ihren Charakteren diesen raren Effekt... Mit all ihren genauen Beobachtungen, auch den Wiederholungen, Über- und Untertreibungen, ohne die die Menschen nicht lernen, gelingt Geertje Suhr ein radikal ehrlicher autobiographischer Roman, dargebracht auf brillante Weise. Man wünscht ihm/ihr den ganz großen Erfolg.“ (Irmgard Hunt zu Baby im Dritten Reich. Dichtung, Lügen und Wahrheit.)

## Auszeichnungen
Sie erhielt den Elisabeth Fraser de Bussy Prosapreis 2000 der Society for Contemporary American Literature in German. Des Weiteren erhielt sie den Robert L. Kahn Lyrikpreis 2013 der Society for Contemporary American Literature in German. Außerdem ist sie Else Lasker-Schüler Lyrik-Preisträgerin 2020, verliehen in Wuppertal.

## Werke
- Die Wandlungen des Frauenbildes in der Lyrik Heinrich Heines. University Microfilms International, Ann Arbor, Michigan 1983, Buchausgabe: Venus und Loreley. Die Wandlungen des Frauenbildes in der Lyrik Heinrich Heines. Grupello, Düsseldorf 1998, ISBN 3-928234-80-3.
- Gesang im Flugzeug über den Wassern von Chicago. Gedichte. Klaus Guhl, Berlin 1990, ISBN 3-88220-459-1.
- Versuch sich in ihn hineinzudenken. Erzählungen und Gedichte. Klaus Guhl, Berlin 1994, ISBN 3-88220-214-9.
- Standbild Große Liebe. Gedichte. Grupello, Düsseldorf 1996, ISBN 3-928234-43-9.
- Mephisto ist nicht tot. Roman. Grupello, Düsseldorf 2000, ISBN 3-933749-13-1.
- Kindkater. Erzählungen von Katzen, Männern und besten Freundinnen. Grupello, Düsseldorf 2003, ISBN 3-89978-000-0.
- Die falschen Rosen. Gedichte. Grupello, Düsseldorf 2006, ISBN 3-89978-063-9.
- Love as a Saving Grace. Rettungsmittel Liebe. Poems / Gedichte. Deutsch-englische Ausgabe, übersetzt v. Jolyon T. Hughes unter Mitarbeit v. Frauke Lenckos u. Brunhilde Johnson. Grupello, Düsseldorf 2010, ISBN 978-3-89978-113-7.
- Von einer, die auszog, das Lieben zu lernen. Roman. Grupello, Düsseldorf 2011, ISBN 978-3-89978-151-9.
- Begegnungen mit berühmten Zeitgenossen. Peter Rühmkorf, Robert Gernhardt, Walter Kempowski, Walter Höllerer, Max Frisch u.a. Erzählungen. Grupello, Düsseldorf 2014, ISBN 978-3-89978-192-2.
- Baby im Dritten Reich. Dichtung, Lügen und Wahrheit. Roman. Grupello, Düsseldorf 2016, ISBN 978-3-89978-255-4.
- Immer rein ins Herz mit der Feder. Gedichtband. Grupello, Düsseldorf 2018, ISBN 978-3-89978-302-5.
- Herz im Exil. Ein deutsches Dichterleben in den Vereinigten Staaten. hochroth Verlag, Wiesenburg 2020, ISBN 978-3-903182-59-2.
- Heart in Exile. Translated by Louise E. Stoehr. hochroth Verlag, Wiesenburg 2020, ISBN 978-3-903182-60-8.
- The German Exchange Student: A Love Story. (Englische Übersetzung von Mephisto ist nicht tot) Übersetzt von Astra Van Heest, durchgesehen von Roland Grefer, Petra M. Blix und Geertje Potash Suhr. Culicidae Press, Ames, IA, USA, 2022, ISBN 978-1-68315-021-3.